# Acrosomoides acrosomoides
Acrosomoides acrosomoides là một loài nhện trong họ Araneidae.
Loài này thuộc chi Acrosomoides. Acrosomoides acrosomoides được Octavius Pickard-Cambridge miêu tả năm 1879.